# Josh Bibby
Josh Bibby (ur. 22 czerwca 1986 r.) – kanadyjski narciarz, specjalista narciarstwa dowolnego. Nie startował na mistrzostwach świata ani na igrzyskach olimpijskich. Najlepsze wyniki w Pucharze Świata osiągnął w sezonie 2006/2007, kiedy to zajął 58. miejsce w klasyfikacji generalnej, a w klasyfikacji halfpipe'a był trzeci.
W 2007 r. zakończył karierę.

## Sukcesy

### Miejsca w klasyfikacji generalnej
- 2005/2006 – 143.
- 2006/2007 – 58.

### Miejsca na podium
1. Apex – 17 marca 2006 (Halfpipe) – 3. miejsce